# Покрет Горјани
Покрет Горјани (буг. Горянско движение) био је активан герилски отпор бугарском комунистичком режиму. Започело је одмах након државног удара деветог септембра 1944. године, који је отворио пут комунистичкој владавини у Бугарској, а свој врхунац достигао је између 1947. и 1954. године. Покрет је обухватио читаву земљу, укључујући и градска подручја а познато је да је био први организовани антисовјетски оружани отпор у источној Европи, као и најдуже трајан.
Чланови покрета названи су Горјани (они из шуме), највероватније нису били сами у борби против режима. Изузетно оскудна званична признања покрета назвала су њене чланове диверсанти (на бугарском: диверзанти: субверзивни радници, саботери и непрестано наглашавали да су их преко границе слали "империјалистички центри".) Иако су у великој мери помогли емигранти Бугари и стране силе, покрет Горјани се био углавном организовао аутохтоно и спонтано.
Овај начин деловања био је традиционално бугарски, као што су то практиковали османски хајдуци и анти-нацистички партизани (пежоративно називани Шумкари; бугарски: Шумкари, они из грмља): Горјани су се сакривали у удаљеним планинама, горама и шумама, ослањајући се на велику мрежу јатака у насељеним заједницама, извршили су изненадне оружане рације како би омели службено пословање и повукли се пре заробљавања. У великој мери састављени од сеоских народа који су бранили своју земљу и имовину од комуниста, Горјани нису имали уочљиву идеологију или платформу и били су уједињени због своје небриге према комунистичким властима.
Врло мало информација је остало о Горјанима, чије су постојање бугарске комунистичке власти чврсто прикривале и негирале, а историјски подаци о њима пажљиво су класификовани и уклоњени, а сведоци или учесници застрашени у тишини или елиминисани. Пошто је покрет практично био лишен било какве међународне димензије, његова историја је остала удаљена од главног тока светског антикомунистичког отпора.

## Почеци
Нови комунистички режим, уз помоћ Црвене армије, наметнуо је политику класног рата кроз неколико таласа терора: извансудско застрашивање непосредно након државног удара 9. септембра 1944, судови Народног суда средином 40-их, елиминација опозиције бугарске комунистичке партије у касним четрдесетима и лов на "Непријатеље са партијском чланском књижицом" на крају четрдесетих и педесетих.
Оружани отпор комунистима почео је непосредно након државног удара и достигао је одрживе размере на селу након погубљења челника Бугарске аграрне националне заједнице Николе Петкова 1947. и забране рада Бугарске социјалдемократске радничке партије 1948. године.
Крајем четрдесетих, Горјани су се углавном састојали од народних људи, чланова распуштене опозиције који су се скривали од власти, бивших војника и официра, бивших активиста Унутрашње македонске револуционарне организације (ИМРО), шачице бивших прокомунистичких партизана и комуниста који су имали везе са погубљеним Трајчетом Костовим.
У педесетим су почеле велике принудне кампање за колективну декларацију земљишта. Укључили су масовно застрашивање сељаштва, укључујући претње, ванправне затворске казне и мучења и убиства. То је донело нови пораст подршке покрету Горјани.

## Чланови покрета
У почетку су Горјани били слабо наоружани и једноставно су се сакривали од власти или су их стрепили од страха од хапшења. До 1947. године, деловали су као чете у планинским областима.
Тада је укупни број наоружаних Горјана процењен на 2000 у 28 чета, а додатних 8000 илегалних помагача снабдевало их је храном, склоништем, оружјем. До раних 1950-их тајна полиција бугарског комитета идентификовала је око 160 Чета, од којих су 52 биле испоручене из иностранства или су чиниле непријатељски емигранти који су се инфилтрирали преко граница. Покрет је био најјачи у јужној Бугарској, посебно у локалитетима Сливен, Стара Загора, Велинград и Пирински крај.
Покрет је био најјачи на подручју Пирина 1947. И 1948. године. Главна Чета под вођством Герасима Тодорова контролисала је већи део жупаније Свети Врач на југозападу подручја, пролазећи долином Месте и Разлога до на североистоку, Неврокоп на југу и Џумаја (Горна Џумаја, данас Благоевград) на северу. У пролеће 1948. године, хиљаде полицајаца и војника народне милиције напали су северни Пирин намећући двонедељну ванредну ситуацију у том подручју. Герасим Тодоров и његови људи били су опкољени, а он се 31. марта убио. Ово је очистило подручје са Горјанима за неко време. Крајем 1948. Борислав Атанасов и други бивши борци ИМРО-а прешли су грчку границу и обновили отпор.
Један од веома ретко званично признатих инцидената који је укључивао антикомунистички отпор укључивао је смрт у оружаном сукобу граничарског стражара Вергила Ваклинова 2. јула 1953. године. Ваклинов је упао у заседу диверсаната за које се тврдило да су "испунили задатак" у бугарској унутрашњости и да ће незаконито прећи грчку границу. Власти су уздигли Ваклинова у кратког култног лика.
Почетком 1950-их, Горјани су имали пропагандну радио станицу Радио Горјанин која се у Бугарској емитовала из Грчке. Средином 1951. године радио је упутио апел да се побуњеничка војска формира у централном подручју Сливена, где је покрет био најјачи. Око 13000 полицајаца и трупа напало је планине Балкана код Сливена. Бугарски вођа Влко Червенков пратио је догађаје из оклопног транспортера у планини. Највећу чету, коју је предводио Георги Стојанов-Тарпана, опколило је 6000 војника. Борили су се против њих 1. и 2. јуна, успевши да разбију окружење и спасу своје рањене.
Власти су мало кога заробиле. Око 40 Горјанија је убијено, али четнички командант је побегао заједно са својим људима. Стојанова је заробила тајна полиција бугарског комитета крајем 1951. и касније је осуђен и погубљен. Следеће године је његова чета наставила одолевати властима и заробљавала села. Тако је чета 1952. године три дана заробила и задржала село Раково код Сливена. У истом периоду око 15 Горјана падобранима је стигло на подручја Казанлак и Ихтиман из кампова за обуку у Југославији и Француској.
Упркос бугарској популарној традицији високог, планинског и шумског отпора, покрет је био активан у низинским и пољопривредним областима. Подручје Добруџе на североистоку Бугарске доживело је снажну отпорност, многа села су била заробљена на краће периоде. Подручје низинске Русе такође је видело активности Горјана које су водили Цанко Иванов Цанков-Мечето и Цветана Попкојева-Цена. Русе Горјани положили су заклетву коју је формулисао Тодор Цанев. Њихов командант Цанков је стрељан у борбама, док је Попкојевој суђено у одсуству, да буде заробљена и убијена без суђења. Тодор Цанев је заробљен, затворен и послат у казнене логоре 11 година, да би мирно умро 1989. године.

## Крај покрета
Иако су бугарске власти средином педесетих година ставиле под контролу покрет Горјана, у позним педесетим и почетком шездесетих било је изолованих случајева насиља. Горјани су последњи пут виђени у канализационом систему у Софији почетком или средином шездесетих година.